# 아르헨티나 할머니
《아르헨티나 할머니(원제:アルゼンチンババア)는 요시모토 바나나의 소설 및 그것을 원작으로 한 일본 영화이다.

## 소설

### 줄거리
미쓰코는 엄마의 몸에서 혼이 떠나는 모습을 지켜본다. 매일 병문안을 오던 아버지(와쿠이 사토루)는 어머니가 떠나는 날 병원에 나타나지 않았지만 미쓰코는 원망하거나 슬픔에 잠기는 대신 엄마에게서 ‘커다란 선물’을 받았다고 생각하기로 한다.
반년 후 아버지가 아르헨티나 할머니와 동거에 들어가자 미쓰코는 큰 충격을 받는다. 아르헨티나 할머니는 동네 어귀 무너져가는 건물에 혼자 사는 여인. 한때 스페인어나 탱고를 가르쳤지만 머리가 이상해졌다는 소문이 돌면서 아이들의 놀림감으로 전락한 괴짜 여인이다. 용기를 내어 아르헨티나 빌딩이라고 불리는 그녀의 집으로 찾아가 보니, 아버지는 그 집 옥상에서 타일로 만다라를 만들어 만다라를 통해 아내와 사별하고 평생을 몸담은 석공 일에서도 밀려난 아픔을 달래고 있었다.

## 영화

### 캐스팅
- 야쿠쇼 고지 - 와쿠이 사토루
- 스즈키 교카 - 유리（아르헨티나 할머니）
- 호리키타 마키 - 와쿠이 미쓰코
- 모리시타 아이코 - 사토루의 여동생
- 고바야시 유키치 - 신이치

### 스태프
- 감독, 각본：나가오 나오키
- 음악：스오 요시카즈, 고마쓰 료타
- 상영시간：112분